# 칼시트리올
칼시트리올(INN : calcitriol)은 3개의 하이드록시기(1,25-(OH)2D3 또는 간단히 1,25(OH)2D)를 가지는 비타민 D의 호르몬 활성 형태이다. 1,25-다이하이드록시콜레칼시페롤(영어: 1,25-dihydroxycholecalciferol) 또는 1,25-다이하이드록시비타민 D3(영어: 1,25-dihydroxyvitamin D3)라고도 불린다. 이 물질은 다음의 방법에 의해 혈중의 칼슘(Ca2+) 농도를 높인다. (1) 장에서 혈액으로 칼슘의 흡수를 높여 혈중 칼슘 농도를 높인다. (2) 뼈에서 혈액으로 칼슘의 방출을 높여 혈중 칼슘 농도를 높인다.

## 명칭
칼시트리올은 통상은 1,25-다이하이드록시콜레칼시페롤을 가리키지만, 경우에 따라서는 24,25-다이하이드록시콜레칼시페롤도 포함하기도 한다. 이 화합물은 하이드록시기 3개가 있는데, '다이하이드록시'라는 명칭이 붙는 것은 콜레칼시페롤에 하이드록시기가 1개 포함되어 있기 때문이다.

### 제약 상품명
칼시트리올은 로칼트롤 (로슈), 칼시젝스 (애보트), 데코스트리올 (Mibe, Jesalis), 벡티칼 (갈더마) 등과 같이 여러 가지 다양한 상표명으로 판매되고 있다.

## 의학적 이용
칼시트리올은 다음과 같은 경우에 처방된다.
- 저칼슘혈증의 치료 - 부갑상선 기능 저하증, 골연화증(어른), 곱사병(유아, 아이), 신장성 골형성장애, 만성 신장 투석의 치료
- 골다공증의 치료
- 부신피질 스테로이드에 의한 골다공증의 예방

칼시트리올은 건선과 건선성 관절염 치료를 위해 경구 투여되기도 한다. 칼시트리올은 건선의 치료에 국부적으로 사용되고 있지만, 치료의 효과성을 입증하는 명확한 증거는 확립되어 있지 않다. 건선 치료를 위해서는 비타민 D 유사체인 칼시포트리올이 더 일반적으로 사용되고 있다. 칼시트리올의 비석회질적 작용이나 비타민 D 수용체 배위 유사 물질의 치료상 적용 가능성은 현재도 계속 연구되고 있다.

## 부작용
칼시트리올에 의한 치료와 관련한 주된 부작용은 고칼슘혈증이다. 초기 사용에 의한 증상은 메스꺼움, 구토, 변비, 식욕 감퇴, 무력감, 두통, 갈증, 다한증, 다뇨증 등이 있다. 콜레칼시페롤, 에르고칼시페롤과 같은 다른 비타민 D 화합물의 임상 사용과 비교했을 때, 칼시트리올은 고칼슘혈증의 위험성이 더 높은 편이다. 그러나, 칼시트리올의 이러한 부작용은 생물학적 반감기가 상대적으로 짧기 때문에 단기간에 용이하게 치료를 실시할 수 있는 장점이 있다.

## 같이 보기
- 비타민 D
- 칼슘 대사